# Tercera Federación - Grupo VII 2024-25
La temporada 2024-25 del Grupo VII de la Tercera Federación de fútbol comenzó el 7 de septiembre de 2024 y finalizó el 11 de mayo de 2025. Posteriormente se disputó la promoción de ascenso entre el 18 de mayo y el 8 de junio en su fase territorial, y para finalizar en su fase nacional entre el 15 y 22 de junio. Se trata de la cuarta edición tras la reestructuración de las categorías no profesionales por parte de la RFEF y es la quinta categoría a nivel nacional.

## Sistema de competición
Participan dieciocho clubes encuadrados en un único grupo. Se enfrentan todos contra todos en dos ocasiones -una en campo propio y otra en campo contrario- durante un total de 34 jornadas. El orden de los encuentros se decide por sorteo antes de empezar la competición. La Federación de Fútbol de la Comunidad de Madrid es la responsable de designar las fechas de los partidos y los árbitros de cada encuentro, reservando al equipo local la potestad de fijar el horario exacto de cada encuentro.
Una vez finalizada la competición, el primer clasificado asciende directamente a Segunda Federación y se proclama campeón de Tercera Federación.
Los clasificados entre el segundo y el quinto lugar disputan un Play Off territorial en formato de eliminatorias a doble partido ida y vuelta. En caso de empate el vencedor de la eliminatoria es el equipo mejor clasificado. El equipo vencedor de este Play Off se clasifica a la Promoción de ascenso a Segunda Federación que tiene carácter de final interterritorial.
Los tres últimos clasificados descienden directamente a Preferente Madrid. Puede haber más descensos por arrastre provocados por descensos de superior categoría.

## Equipos participantes

### Ascensos y descensos
| Pos. | Ascendidos a 2.ª Federación        |
| ---- | ---------------------------------- |
| 1.º  | Real Madrid C. F. "C"              |
| 5.º  | C. D. Colonia Moscardó             |
| 2.º  | C. D. Móstoles URJC (compra plaza) |

| Pos. | Descendidos de 2.ª Federación           |
| ---- | --------------------------------------- |
| 12.º | C. D. E. Ursaria (descenso por impagos) |

| Pos.     | Ascendidos de Preferente Madrid |
| -------- | ------------------------------- |
| 1.º Gr.1 | A. D. Cala Pozuelo              |
| 1.º Gr.2 | R. C. D. Carabanchel            |
| 2.º Gr.1 | Aravaca C. F.                   |
| 2.º Gr.2 | S. A. D. Villaverde San Andrés  |
| 3.º Gr.2 | C. D. El Álamo                  |

| Pos. | Descendidos a Preferente Madrid |
| ---- | ------------------------------- |
| 17.º | F. C. Villanueva del Pardillo   |
| 18.º | C. F. Pozuelo de Alarcón        |

### Información de los equipos participantes
| Equipo                         | Localidad             | Estadio                                   | Capacidad |
| ------------------------------ | --------------------- | ----------------------------------------- | --------- |
| R. S. D. Alcalá                | Alcalá de Henares     | Estadio municipal El Val                  | 7.000     |
| A. D. Alcorcón "B"             | Alcorcón              | Anexo de Santo Domingo                    | 800       |
| Aravaca C. F.                  | Madrid                | Antonio Sanfiz                            |           |
| A. D. Cala Pozuelo             | Pozuelo de Alarcón    | El Pradillo                               |           |
| C. D. Canillas                 | Madrid                | Instalaciones Municipales de Canillas     | 1.000     |
| R. C. D. Carabanchel           | Madrid                | Campo de La Mina                          | 2.000     |
| C. U. Collado Villalba         | Collado Villalba      | Ciudad deportiva Collado Villalba         | 1.000     |
| C. D. El Álamo                 | El Álamo              | Facundo Rivas Pérez                       | 3.000     |
| C. D. Galapagar                | Galapagar             | El Chopo                                  | 1.000     |
| Las Rozas C. F.                | Las Rozas             | Dehesa de Navalcarbón                     | 3.000     |
| C. D. Leganés "B"              | Leganés               | Anexo Jesús Polo                          | 1.000     |
| México F. C.                   | Paracuellos de Jarama | Campo municipal de Paracuellos            | 2.500     |
| A. D. Parla                    | Parla                 | Los Prados                                | 2.500     |
| Rayo Vallecano "B"             | Madrid                | Ciudad deportiva Fundación Rayo Vallecano | 2.900     |
| A. D. Torrejón C. F.           | Torrejón de Ardoz     | Las Veredillas                            | 500       |
| C. D. F. Tres Cantos           | Tres Cantos           | Jaime Mata                                | 1.200     |
| C. F. Trival Valderas          | Alcorcón              | La Canaleja                               | 2.000     |
| S. A. D. Villaverde San Andrés | Madrid                | Ciudad deportiva Boetticher               | 2.000     |

### Cambios de entrenadores
| Equipo         | Entrenador (Jornadas)      | Fecha de vacante      | Tipo de salida | Posición en la tabla | Entrenador entrante | Fecha de nombramiento |
| -------------- | -------------------------- | --------------------- | -------------- | -------------------- | ------------------- | --------------------- |
| A. D. Parla    | Javi Asensio (5.º Jor.)    | 7 de octubre de 2024  | Destitución    | 18.º                 | Aitor Gómez         | 9 de octubre de 2024  |
| C. D. El Álamo | Julián González (7.º Jor.) | 22 de octubre de 2024 | Destitución    | 18.º                 | Jesús López         | 23 de octubre de 2024 |
| México F. C.   | Sergio Rubio (8.º Jor.)    | 27 de octubre de 2024 | Destitución    | 16.º                 | Gonzalo Cuenca      | 31 de octubre de 2024 |
| C. D. Canillas | Jorge Mendoza (20.º Jor.)  | 3 de febrero de 2025  | Destitución    | 18.º                 | Ernesto Gallardo    | 4 de febrero de 2025  |

## Clasificación
| Pos. | Equipo                         | Pts. | PJ | G  | E  | P  | GF | GC | Dif. |                                                                          |
| ---- | ------------------------------ | ---- | -- | -- | -- | -- | -- | -- | ---- | ------------------------------------------------------------------------ |
| 1    | R. S. D. Alcalá (A, C)         | 75   | 34 | 23 | 6  | 5  | 68 | 32 | +36  | Ascenso a Segunda Federación                                             |
| 2    | Rayo Vallecano "B" (A)         | 61   | 34 | 18 | 7  | 9  | 71 | 52 | +19  | Acceso a Promoción a Segunda Federación con Ascenso a Segunda Federación |
| 3    | A. D. Torrejón C. F.           | 58   | 34 | 17 | 7  | 10 | 55 | 48 | +7   | Acceso a Promoción de Ascenso a Segunda Federación                       |
| 4    | S. A. D. Villaverde San Andrés | 54   | 34 | 14 | 12 | 8  | 52 | 37 | +15  | Acceso a Promoción de Ascenso a Segunda Federación                       |
| 5    | C. D. Galapagar                | 54   | 34 | 14 | 12 | 8  | 45 | 41 | +4   | Acceso a Promoción de Ascenso a Segunda Federación                       |
| 6    | Las Rozas C. F.                | 54   | 34 | 15 | 9  | 10 | 45 | 42 | +3   |                                                                          |
| 7    | C. U. Collado Villalba         | 52   | 34 | 14 | 10 | 10 | 44 | 36 | +8   |                                                                          |
| 8    | C. D. Leganés "B"              | 51   | 34 | 13 | 12 | 9  | 58 | 38 | +20  |                                                                          |
| 9    | A. D. Alcorcón "B"             | 47   | 34 | 13 | 8  | 13 | 55 | 50 | +5   |                                                                          |
| 10   | C. F. Trival Valderas          | 46   | 34 | 12 | 10 | 12 | 47 | 47 | 0    |                                                                          |
| 11   | C. D. F. Tres Cantos           | 45   | 34 | 12 | 9  | 13 | 43 | 44 | −1   |                                                                          |
| 12   | México F. C.                   | 42   | 34 | 11 | 9  | 14 | 35 | 49 | −14  |                                                                          |
| 13   | R. C. D. Carabanchel           | 42   | 34 | 10 | 12 | 12 | 30 | 29 | +1   |                                                                          |
| 14   | A. D. Parla                    | 38   | 34 | 10 | 8  | 16 | 38 | 58 | −20  |                                                                          |
| 15   | A. D. Cala Pozuelo (D)         | 38   | 34 | 10 | 8  | 16 | 42 | 51 | −9   | Descenso a Preferente Madrid                                             |
| 16   | Aravaca C. F. (D)              | 35   | 34 | 9  | 8  | 17 | 42 | 52 | −10  | Descenso a Preferente Madrid                                             |
| 17   | C. D. Canillas (D)             | 23   | 34 | 5  | 8  | 21 | 36 | 68 | −32  | Descenso a Preferente Madrid                                             |
| 18   | C. D. El Álamo (D)             | 22   | 34 | 5  | 7  | 22 | 29 | 61 | −32  | Descenso a Preferente Madrid                                             |

Actualizado a los partidos jugados el 11 de mayo de 2025.
 Fuente: BeSoccer
|                 |
| Campeón         |
| R. S. D. Alcalá |
| 1.er título     |

### Evolución de la clasificación
| Jornada               | 1    | 2    | 3    | 4    | 5    | 6    | 7    | 8    | 9    | 10   | 11   | 12   | 13   | 14   | 15   | 16   | 17   | 18   | 19   | 20   | 21   | 22   | 23   | 24   | 25   | 26   | 27   | 28   | 29   | 30   | 31   | 32   | 33   | 34   |
| Equipo                |      |      |      |      |      |      |      |      |      |      |      |      |      |      |      |      |      |      |      |      |      |      |      |      |      |      |      |      |      |      |      |      |      |      |
| --------------------- | ---- | ---- | ---- | ---- | ---- | ---- | ---- | ---- | ---- | ---- | ---- | ---- | ---- | ---- | ---- | ---- | ---- | ---- | ---- | ---- | ---- | ---- | ---- | ---- | ---- | ---- | ---- | ---- | ---- | ---- | ---- | ---- | ---- | ---- |
| RSD Alcalá            | 3.º  | 2.º  | 1.º  | 1.º  | 1.º  | 1.º  | 1.º  | 1.º  | 1.º  | 2.º  | 2.º  | 1.º  | 1.º  | 1.º  | 1.º  | 1.º  | 1.º  | 1.º  | 1.º  | 1.º  | 1.º  | 1.º  | 1.º  | 1.º  | 1.º  | 1.º  | 1.º  | 1.º  | 1.º  | 1.º  | 1.º  | 1.º  | 1.º  | 1.º  |
| Rayo "B"              | 2.º  | 1.º  | 3.º  | 5.º  | 10.º | 13.º | 8.º  | 4.º  | 4.º  | 3.º  | 3.º  | 3.º  | 5.º  | 3.º  | 3.º  | 2.º  | 4.º  | 2.º  | 2.º  | 2.º  | 2.º  | 2.º  | 2.º  | 2.º  | 2.º  | 2.º  | 2.º  | 2.º  | 2.º  | 2.º  | 2.º  | 2.º  | 2.º  | 2.º  |
| Torrejón              | 15.º | 16.º | 13.º | 8.º  | 11.º | 5.º  | 6.º  | 11.º | 6.º  | 5.º  | 4.º  | 6.º  | 4.º  | 7.º  | 4.º  | 6.º  | 5.º  | 6.º  | 8.º  | 9.º  | 9.º  | 10.º | 8.º  | 7.º  | 5.º  | 5.º  | 4.º  | 4.º  | 3.º  | 3.º  | 3.º  | 3.º  | 3.º  | 3.º  |
| Villaverde San Andrés | 16.º | 10.º | 5.º  | 6.º  | 6.º  | 7.º  | 12.º | 10.º | 5.º  | 9.º  | 8.º  | 10.º | 11.º | 11.º | 9.º  | 8.º  | 9.º  | 10.º | 9.º  | 8.º  | 8.º  | 7.º  | 7.º  | 5.º  | 8.º  | 7.º  | 6.º  | 6.º  | 4.º  | 5.º  | 4.º  | 5.º  | 6.º  | 4.º  |
| Galapagar             | 12.º | 8.º  | 11.º | 12.º | 8.º  | 9.º  | 10.º | 6.º  | 9.º  | 6.º  | 10.º | 5.º  | 7.º  | 5.º  | 5.º  | 5.º  | 3.º  | 3.º  | 3.º  | 4.º  | 3.º  | 3.º  | 3.º  | 6.º  | 6.º  | 6.º  | 5.º  | 5.º  | 6.º  | 4.º  | 5.º  | 6.º  | 7.º  | 5.º  |
| Las Rozas             | 5.º  | 11.º | 6.º  | 3.º  | 3.º  | 3.º  | 3.º  | 9.º  | 12.º | 8.º  | 6.º  | 7.º  | 6.º  | 4.º  | 6.º  | 7.º  | 8.º  | 8.º  | 7.º  | 3.º  | 4.º  | 4.º  | 4.º  | 4.º  | 3.º  | 3.º  | 7.º  | 7.º  | 5.º  | 6.º  | 6.º  | 4.º  | 4.º  | 6.º  |
| Collado Villalba      | 11.º | 4.º  | 9.º  | 10.º | 14.º | 11.º | 7.º  | 3.º  | 3.º  | 4.º  | 7.º  | 4.º  | 3.º  | 6.º  | 7.º  | 4.º  | 6.º  | 5.º  | 6.º  | 5.º  | 5.º  | 5.º  | 5.º  | 3.º  | 4.º  | 4.º  | 3.º  | 3.º  | 7.º  | 7.º  | 7.º  | 7.º  | 5.º  | 7.º  |
| Leganés "B"           | 1.º  | 9.º  | 12.º | 13.º | 9.º  | 4.º  | 4.º  | 7.º  | 7.º  | 11.º | 11.º | 9.º  | 10.º | 8.º  | 8.º  | 9.º  | 7.º  | 7.º  | 5.º  | 7.º  | 7.º  | 8.º  | 6.º  | 8.º  | 7.º  | 8.º  | 8.º  | 8.º  | 8.º  | 8.º  | 8.º  | 8.º  | 8.º  | 8.º  |
| Alcorcón "B"          | 7.º  | 5.º  | 10.º | 4.º  | 4.º  | 6.º  | 11.º | 13.º | 10.º | 13.º | 5.º  | 8.º  | 8.º  | 9.º  | 12.º | 11.º | 10.º | 9.º  | 11.º | 11.º | 11.º | 11.º | 11.º | 11.º | 10.º | 11.º | 9.º  | 10.º | 9.º  | 10.º | 10.º | 10.º | 9.º  | 9.º  |
| Trival Valderas       | 4.º  | 3.º  | 2.º  | 2.º  | 2.º  | 2.º  | 2.º  | 2.º  | 2.º  | 1.º  | 1.º  | 2.º  | 2.º  | 2.º  | 2.º  | 3.º  | 2.º  | 4.º  | 4.º  | 6.º  | 6.º  | 6.º  | 10.º | 10.º | 9.º  | 10.º | 11.º | 11.º | 10.º | 9.º  | 9.º  | 9.º  | 10.º | 10.º |
| Tres Cantos           | 10.º | 14.º | 8.º  | 9.º  | 5.º  | 10.º | 5.º  | 8.º  | 11.º | 7.º  | 9.º  | 12.º | 12.º | 13.º | 13.º | 13.º | 11.º | 11.º | 10.º | 10.º | 10.º | 9.º  | 9.º  | 9.º  | 11.º | 9.º  | 10.º | 9.º  | 11.º | 11.º | 11.º | 11.º | 11.º | 11.º |
| Carabanchel           | 14.º | 15.º | 14.º | 14.º | 15.º | 12.º | 14.º | 14.º | 14.º | 14.º | 15.º | 15.º | 15.º | 15.º | 15.º | 14.º | 14.º | 14.º | 14.º | 14.º | 13.º | 13.º | 13.º | 13.º | 13.º | 13.º | 13.º | 13.º | 13.º | 12.º | 12.º | 12.º | 13.º | 12.º |
| México                | 18.º | 18.º | 18.º | 17.º | 17.º | 16.º | 16.º | 16.º | 15.º | 15.º | 14.º | 13.º | 13.º | 12.º | 10.º | 10.º | 12.º | 13.º | 13.º | 13.º | 12.º | 12.º | 12.º | 12.º | 12.º | 12.º | 12.º | 12.º | 12.º | 13.º | 13.º | 13.º | 12.º | 13.º |
| Cala Pozuelo          | 13.º | 6.º  | 4.º  | 7.º  | 7.º  | 8.º  | 13.º | 12.º | 13.º | 10.º | 13.º | 14.º | 14.º | 14.º | 14.º | 15.º | 15.º | 15.º | 15.º | 15.º | 15.º | 16.º | 16.º | 15.º | 17.º | 16.º | 16.º | 15.º | 14.º | 14.º | 16.º | 16.º | 16.º | 14.º |
| Parla                 | 17.º | 17.º | 17.º | 18.º | 18.º | 18.º | 17.º | 17.º | 17.º | 16.º | 17.º | 17.º | 17.º | 17.º | 16.º | 17.º | 17.º | 17.º | 17.º | 16.º | 16.º | 17.º | 15.º | 17.º | 16.º | 15.º | 15.º | 16.º | 16.º | 15.º | 14.º | 14.º | 14.º | 15.º |
| Aravaca               | 9.º  | 7.º  | 7.º  | 11.º | 12.º | 14.º | 9.º  | 5.º  | 8.º  | 12.º | 12.º | 11.º | 8.º  | 10.º | 11.º | 12.º | 13.º | 12.º | 12.º | 12.º | 14.º | 14.º | 14.º | 14.º | 14.º | 14.º | 14.º | 14.º | 15.º | 16.º | 15.º | 15.º | 15.º | 16.º |
| Canillas              | 6.º  | 12.º | 15.º | 15.º | 13.º | 15.º | 15.º | 15.º | 16.º | 17.º | 16.º | 16.º | 16.º | 16.º | 17.º | 16.º | 16.º | 16.º | 16.º | 18.º | 17.º | 15.º | 17.º | 16.º | 15.º | 17.º | 17.º | 17.º | 17.º | 17.º | 17.º | 17.º | 17.º | 17.º |
| El Álamo              | 8.º  | 13.º | 16.º | 16.º | 16.º | 17.º | 18.º | 18.º | 18.º | 18.º | 18.º | 18.º | 18.º | 18.º | 18.º | 18.º | 18.º | 18.º | 18.º | 17.º | 18.º | 18.º | 18.º | 18.º | 18.º | 18.º | 18.º | 18.º | 18.º | 18.º | 18.º | 18.º | 18.º | 18.º |

## Resultados
Los horarios corresponden al huso horario de España (Hora central europea): UTC+1 en horario estándar y UTC+2 en horario de verano.

### Tabla de resultados cruzados
| Local \ Visitante              | ALA | ALC | ARA | CAL | CAN | CAR | COV | ELA | GAL | LAR | LEG | MEX | PAR | RAY | TOR | TRE | TRI | VSA |
| ------------------------------ | --- | --- | --- | --- | --- | --- | --- | --- | --- | --- | --- | --- | --- | --- | --- | --- | --- | --- |
| R. S. D. Alcalá                | —   | 0–4 | 2–0 | 3–0 | 1–1 | 1–0 | 1–2 | 4–1 | 5–0 | 3–1 | 1–0 | 1–0 | 3–0 | 1–1 | 3–1 | 2–1 | 1–0 | 3–1 |
| A. D. Alcorcón "B"             | 2–4 | —   | 2–1 | 3–0 | 1–1 | 1–0 | 1–2 | 3–1 | 0–0 | 0–2 | 2–2 | 1–1 | 3–3 | 0–1 | 3–1 | 3–0 | 1–2 | 0–2 |
| Aravaca C. F.                  | 0–1 | 2–2 | —   | 2–1 | 1–2 | 1–1 | 2–2 | 6–1 | 1–0 | 1–0 | 1–0 | 1–1 | 2–3 | 2–5 | 3–1 | 1–1 | 3–1 | 0–4 |
| A. D. Cala Pozuelo             | 0–4 | 4–1 | 2–1 | —   | 1–0 | 1–1 | 0–0 | 2–0 | 2–3 | 0–1 | 3–3 | 1–1 | 0–1 | 2–3 | 0–2 | 0–2 | 1–1 | 0–0 |
| C. D. Canillas                 | 2–5 | 1–2 | 0–2 | 1–2 | —   | 0–0 | 0–2 | 2–1 | 1–3 | 1–3 | 0–3 | 1–2 | 3–1 | 1–1 | 2–3 | 1–1 | 2–2 | 2–1 |
| R. C. D. Carabanchel           | 1–0 | 2–1 | 1–0 | 1–0 | 2–1 | —   | 1–0 | 2–0 | 2–0 | 2–0 | 2–2 | 0–0 | 2–2 | 0–1 | 1–2 | 1–0 | 0–1 | 0–0 |
| C. U. Collado Villalba         | 3–2 | 1–0 | 4–2 | 1–0 | 0–0 | 1–0 | —   | 2–1 | 0–1 | 0–0 | 1–1 | 1–2 | 1–2 | 2–1 | 2–0 | 1–1 | 4–0 | 2–1 |
| C. D. El Álamo                 | 0–1 | 1–2 | 1–0 | 1–0 | 3–1 | 0–0 | 1–1 | —   | 0–0 | 0–0 | 0–4 | 0–1 | 2–0 | 2–4 | 0–2 | 0–1 | 3–1 | 2–2 |
| C. D. Galapagar                | 2–2 | 3–0 | 2–1 | 3–5 | 1–0 | 1–0 | 2–1 | 1–0 | —   | 1–3 | 1–1 | 3–1 | 3–0 | 2–3 | 0–1 | 1–1 | 0–0 | 0–0 |
| Las Rozas C. F.                | 0–0 | 0–1 | 3–1 | 1–0 | 3–2 | 2–1 | 1–0 | 2–1 | 1–2 | —   | 2–4 | 1–1 | 1–3 | 2–2 | 3–2 | 2–1 | 2–3 | 1–1 |
| C. D. Leganés "B"              | 0–0 | 1–1 | 1–0 | 0–1 | 6–1 | 0–0 | 1–0 | 0–0 | 0–2 | 1–2 | —   | 4–0 | 1–1 | 0–3 | 3–1 | 3–0 | 1–2 | 1–2 |
| México C. F.                   | 1–2 | 3–2 | 2–1 | 0–3 | 3–1 | 1–0 | 1–1 | 2–1 | 1–1 | 0–0 | 1–2 | —   | 0–2 | 0–3 | 0–1 | 0–2 | 1–2 | 1–2 |
| A. D. Parla                    | 2–5 | 1–6 | 1–2 | 0–0 | 0–1 | 1–0 | 0–1 | 1–0 | 1–1 | 1–1 | 1–3 | 1–2 | —   | 1–2 | 2–1 | 1–0 | 1–1 | 2–3 |
| Rayo Vallecano "B"             | 1–2 | 1–0 | 1–1 | 0–1 | 3–2 | 3–3 | 3–2 | 5–0 | 0–1 | 3–2 | 0–3 | 4–1 | 3–0 | —   | 3–3 | 3–1 | 3–2 | 0–1 |
| A. D. Torrejón C. F.           | 1–1 | 2–2 | 0–0 | 4–2 | 1–0 | 1–0 | 2–1 | 3–2 | 1–1 | 0–1 | 3–2 | 1–1 | 2–0 | 3–1 | —   | 2–1 | 2–1 | 1–2 |
| C. D. F. Tres Cantos           | 3–1 | 2–4 | 0–0 | 2–4 | 3–0 | 2–1 | 0–0 | 2–1 | 4–1 | 0–1 | 2–2 | 1–0 | 3–1 | 2–1 | 3–3 | —   | 1–0 | 0–0 |
| C. F. Trival Valderas          | 1–2 | 0–1 | 2–1 | 4–2 | 3–1 | 1–1 | 1–1 | 3–2 | 1–1 | 1–1 | 1–1 | 1–2 | 0–0 | 5–1 | 0–2 | 1–0 | —   | 2–0 |
| S. A. D. Villaverde San Andrés | 0–1 | 2–0 | 2–0 | 1–1 | 2–2 | 2–2 | 5–2 | 1–1 | 2–2 | 3–0 | 1–2 | 1–2 | 0–2 | 2–2 | 2–0 | 2–0 | 2–1 | —   |

## Promoción de ascenso a Segunda Federación
Se desarrollará mediante el sistema de eliminación directa conforme a lo dispuesto en el Reglamento General, jugando cada eliminatoria a doble partido.  Participarán los clubes clasificados entre los puestos 2.º y 5.º y constará de tres eliminatorias. La primera y segunda eliminatoria se disputarán entre equipos pertenecientes al mismo grupo 7, mientras que la tercera, relativa a las finales por el ascenso, se realizará, mediante sorteo puro, entre los ganadores de la segunda eliminatoria de los demás grupos de Tercera Federación. 
En caso de empate a goles en el sumatorio de los partidos de ida y vuelta, siendo el primer partido en el terreno de juego del peor clasificado, se celebrará un tiempo extra de 30 minutos dividido en dos partes de quince minutos cada una. Finalizado el tiempo extra, se declarará vencedor el equipo que haya conseguido más goles en el tiempo extra. Si a la conclusión del tiempo extra permanece el resultado en empate, se proclamará vencedor al equipo que hubiese obtenido mejor posición en la fase regular.

### Equipos clasificados
| Pos. | Grupo VII                      |
| ---- | ------------------------------ |
| 2.°  | Rayo Vallecano "B"             |
| 3.°  | A. D. Torrejón C. F.           |
| 4.°  | S. A. D. Villaverde San Andrés |
| 5.°  | C. D. Galapagar                |

|  | Semifinales                                          | Semifinales                                          | Semifinales                                          | Semifinales                                          | Semifinales                                          |   |     | Final                                                | Final                                                | Final                                                | Final                                                | Final                                                |  |
|  | 18 de mayo de 2025 (ida) 25 de mayo de 2025 (vuelta) | 18 de mayo de 2025 (ida) 25 de mayo de 2025 (vuelta) | 18 de mayo de 2025 (ida) 25 de mayo de 2025 (vuelta) | 18 de mayo de 2025 (ida) 25 de mayo de 2025 (vuelta) | 18 de mayo de 2025 (ida) 25 de mayo de 2025 (vuelta) |   |     | 1 de junio de 2025 (ida) 8 de junio de 2025 (vuelta) | 1 de junio de 2025 (ida) 8 de junio de 2025 (vuelta) | 1 de junio de 2025 (ida) 8 de junio de 2025 (vuelta) | 1 de junio de 2025 (ida) 8 de junio de 2025 (vuelta) | 1 de junio de 2025 (ida) 8 de junio de 2025 (vuelta) |  |
|  |                                                      |                                                      |                                                      |                                                      |                                                      |   |     |                                                      |                                                      |                                                      |                                                      |                                                      |  |
|  |                                                      |                                                      |                                                      |                                                      |                                                      |   |     |                                                      |                                                      |                                                      |                                                      |                                                      |  |
|  | 4.º                                                  | S. A. D. Villaverde San Andrés                       | 0                                                    | 0                                                    | 0                                                    |   |     |                                                      |                                                      |                                                      |                                                      |                                                      |  |
|  | 4.º                                                  | S. A. D. Villaverde San Andrés                       | 0                                                    | 0                                                    | 0                                                    |   |     |                                                      |                                                      |                                                      |                                                      |                                                      |  |
|  | 3.º                                                  | A. D. Torrejón C. F. (t. s.)                         | 0                                                    | 0                                                    | 0                                                    |   |     |                                                      |                                                      |                                                      |                                                      |                                                      |  |
|  | 3.º                                                  | A. D. Torrejón C. F. (t. s.)                         | 0                                                    | 0                                                    | 0                                                    |   | 3.º | A. D. Torrejón C. F.                                 | 1                                                    | 2                                                    | 3                                                    |                                                      |  |
|  |                                                      |                                                      |                                                      |                                                      |                                                      |   | 3.º | A. D. Torrejón C. F.                                 | 1                                                    | 2                                                    | 3                                                    |                                                      |  |
|  |                                                      |                                                      | 2.º                                                  | Rayo Vallecano "B" (t. s.)                           | 1                                                    | 3 | 4   |                                                      |                                                      |                                                      |                                                      |                                                      |  |
|  | 5.º                                                  | C. D. Galapagar                                      | 2.º                                                  | Rayo Vallecano "B" (t. s.)                           | 1                                                    | 3 | 4   | 1                                                    | 0                                                    | 1                                                    |                                                      |                                                      |  |
|  | 5.º                                                  | C. D. Galapagar                                      |                                                      |                                                      |                                                      |   |     | 1                                                    | 0                                                    | 1                                                    |                                                      |                                                      |  |
|  | 2.º                                                  | Rayo Vallecano "B"                                   | 3                                                    | 0                                                    | 3                                                    |   |     |                                                      |                                                      |                                                      |                                                      |                                                      |  |
|  | 2.º                                                  | Rayo Vallecano "B"                                   | 3                                                    | 0                                                    | 3                                                    |   |     |                                                      |                                                      |                                                      |                                                      |                                                      |  |
|  |                                                      |                                                      |                                                      |                                                      |                                                      |   |     |                                                      |                                                      |                                                      |                                                      |                                                      |  |

### Semifinales

#### S. A. D. Villaverde San Andrésvs.A. D. Torrejón C. F.
| Ida; 18 de mayo de 2025; 11:30 | S. A. D. Villaverde San Andrés | 0:0     | A. D. Torrejón C. F. | Municipal de Boetticher, Madrid |                              |
|                                |                                | Reporte |                      | Árbitro(s): Miguens Santiago    | Árbitro(s): Miguens Santiago |

| Vuelta; 25 de mayo de 2025; 11:30 | A. D. Torrejón C. F. | 0:0 (t. s.)(Global 0:0) | S. A. D. Villaverde San Andrés | Estadio Las Veredillas, Torrejón de Ardoz |                              |
| |                      | Reporte                 |                                | Árbitro(s): Rodríguez Montes              | Árbitro(s): Rodríguez Montes |
| Tras empatar en el resultado global de la eliminatoria, pasa el A. D. Torrejón C. F. por su mejor posición en la fase regular de liga. |                      |                         |                                |                                           |                              |

| Pasa a la final A. D. Torrejón C. F. |

#### C. D. Galapagar vs.Rayo Vallecano "B"
| Ida; 18 de mayo de 2025; 17:00 | C. D. Galapagar      | 1:3 (1:1) | Rayo Vallecano "B"                            | Municipal El Chopo, Galapagar |                             |
|                                | - 13' Javier Redondo | Reporte   | - 44' Álvaro Baladia - 52', 53' Etienne Eto'o | Árbitro(s): Aspra Fernández   | Árbitro(s): Aspra Fernández |

| Vuelta; 25 de mayo de 2025; 12:00 | Rayo Vallecano "B" | 0:0 (Global 3:1) | C. D. Galapagar | Ciudad Deportiva del Rayo Vallecano, Madrid |                              |
|                                   |                    | Reporte          |                 | Árbitro(s): Carrillo Chekhov                | Árbitro(s): Carrillo Chekhov |

| Pasa a la final Rayo Vallecano "B" |

### Final

#### A. D. Torrejón C. F.vs.Rayo Vallecano "B"
| Ida; 1 de junio de 2025; 11:30 | A. D. Torrejón C. F. | 1:1 (0:0) | Rayo Vallecano "B"  | Estadio Las Veredillas, Torrejón de Ardoz                                                    |                                                                                              |
|                                | - 90+4' Pablo Merino | Reporte   | - 84' Etienne Eto'o | Árbitro(s): Centero Fernández Asistente 1: Japón Layosa Asistente 2: González Eguren Álvarez | Árbitro(s): Centero Fernández Asistente 1: Japón Layosa Asistente 2: González Eguren Álvarez |

| Vuelta; 8 de junio de 2025; 10:00 | Rayo Vallecano "B"                                          | 3:2 (1:1, 1:1) (t. s.)(Global 4:3) | A. D. Torrejón C. F.                      | Ciudad Deportiva del Rayo Vallecano, Madrid                   |                                                               |
|                                   | - 45+3' Álvaro Baladia - 98' Hugo Navarro - 112' Iván Iñigo | Reporte                            | - 3' Nachete Gómez - 115' Jorge Pradillos | Asistencia: 2 600 espectadores Árbitro(s): García López-Arias | Asistencia: 2 600 espectadores Árbitro(s): García López-Arias |

| Accede a la fase final de ascenso a Segunda Federación Rayo Vallecano "B" |

## Clasificado para laCopa del Rey 2025-26
| Bandera de la Comunidad de Madrid |
| R. S. D. Alcalá                   |
| 1.º Grupo                         |

Nota: Hay posibilidad de que el subcampeón u otro clasificado posterior se clasifique a la Copa del Rey siempre que no sea un equipo filial/afiliado.

## Datos y estadísticas

### Récords
| Récords de jugadores       | Récords de jugadores | Récords de jugadores | Récords de jugadores | Récords de jugadores           | Récords de jugadores | Récords de jugadores           | Récords de jugadores           | Récords de jugadores |
| Récord                     | Fecha                | Jugador              | Local                |                                | Resultado            |                                | Visitante                      | Rep.                 |
| -------------------------- | -------------------- | -------------------- | -------------------- | ------------------------------ | -------------------- | ------------------------------ | ------------------------------ | -------------------- |
| Primer gol de la temporada | 7/09/2024            | Miguel Ángel Gómez   | R. S. D. Alcalá      |                                | 3 – 1                | Bandera de la Ciudad de Madrid | S. A. D. Villaverde San Andrés | Jornada 1            |
| Último gol de la temporada | 8/06/2025            | Jorge Pradillos      | Rayo Vallecano "B"   | Bandera de la Ciudad de Madrid | 3 – 2                |                                | A. D. Torrejón C. F.           | Final (vuelta)       |

| Récords de equipos       | Récords de equipos | Récords de equipos           | Récords de equipos | Récords de equipos              | Récords de equipos | Récords de equipos             | Récords de equipos | Récords de equipos |
| Récord                   | Fecha              | Equipo/s                     | Local              |                                 | Resultado          |                                | Visitante          | Rep.               |
| ------------------------ | ------------------ | ---------------------------- | ------------------ | ------------------------------- | ------------------ | ------------------------------ | ------------------ | ------------------ |
| Más goles en un partido  | 16/09/2025         | Galapagar y Cala Pozuelo (8) | C. D. Galapagar    |                                 | 3 – 5              |                                | A. D. Cala Pozuelo | Jornada 33         |
| Mayor victoria local     | 7/12/2024          | C. D. Leganés "B" (+5)       | C. D. Leganés "B"  | Bandera de la Ciudad de Leganés | 6 – 1              | Bandera de la Ciudad de Madrid | C. D. Canillas     | Jornada 14         |
| Mayor victoria local     | 4/05/2025          | Aravaca C. F. (+5)           | Aravaca C. F.      | Bandera de la Ciudad de Madrid  | 6 – 1              |                                | C. D. El Álamo     | Jornada 33         |
| Mayor victoria local     | 22/12/2024         | Rayo Vallecano "B" (+5)      | Rayo Vallecano "B" | Bandera de la Ciudad de Madrid  | 5 – 0              |                                | C. D. El Álamo     | Jornada 7          |
| Mayor victoria local     | 23/02/2025         | R. S. D. Alcalá (+5)         | R. S. D. Alcalá    |                                 | 5 – 0              |                                | C. D. Galapagar    | Jornada 23         |
| Mayor victoria visitante | 29/09/2024         | A. D. Alcorcón "B" (+5)      | A. D. Parla        |                                 | 1 – 6              |                                | A. D. Alcorcón "B" | Jornada 4          |

### Máximos goleadores
| Pos. | Jugador             | Equipo                         | Goles | Part. | Pen. | PG.  | Prom. | Min.  | M/G  |
| ---- | ------------------- | ------------------------------ | ----- | ----- | ---- | ---- | ----- | ----- | ---- |
| 1.º  | Etienne Eto'o       | Rayo Vallecano "B"             | 24+3  | 31+4  | 3    | 15+2 | 0.77  | 2707′ | 113′ |
| 2.º  | Andrés García       | A. D. Alcorcón "B"             | 21    | 34    | 3    | 17   | 0.62  | 2840′ | 135′ |
| 3.º  | Álvaro Portero      | R. S. D. Alcalá                | 15    | 31    | 1    | 13   | 0.48  | 2371′ | 158′ |
| 4.º  | Diego Lorenzo       | C. D. Leganés "B"              | 14    | 30    | 2    | 11   | 0.47  | 1825′ | 130′ |
| –    | Jorge Pradillos     | A. D. Torrejón C. F.           | 14+1  | 31+4  | 0    | 12+1 | 0.45  | 2582′ | 184′ |
| –    | Izan González       | R. S. D. Alcalá                | 14    | 34    | 2    | 11   | 0.41  | 2820′ | 201′ |
| 7.º  | José Luis Cano      | Las Rozas C. F.                | 12    | 25    | 0    | 9    | 0.48  | 2107′ | 176′ |
| 8.º  | Fernando Ferreres   | A. D. Alcorcón "B"             | 11    | 31    | 1    | 9    | 0.44  | 874′  | 79′  |
| –    | Kheribi Amhin Nabil | S. A. D. Villaverde San Andrés | 11    | 32+2  | 1    | 11   | 0.34  | 2524′ | 229′ |
| –    | Rafael Camacho      | A. D. Parla                    | 11    | 32    | 5    | 10   | 0.34  | 2784′ | 253′ |

### Mejor portero
| Pos. | Jugador         | Equipo                 | G.E. | P.J. | Inva. | Coef. |
| ---- | --------------- | ---------------------- | ---- | ---- | ----- | ----- |
| 1.º  | Marcos Rubio    | R. C. D. Carabanchel   | 25   | 30   | 12    | 0.83  |
| 2.º  | Carlos Pantoja  | R. S. D. Alcalá        | 27   | 31   | 14    | 0.87  |
| 3.º  | Luis M. Morales | C. U. Collado Villalba | 34   | 32   | 10    | 1.06  |
| 4.º  | Alex Herrero    | Las Rozas C. F.        | 41   | 33   | 10    | 1.24  |
| 5.º  | Marc De Marcos  | C. D. F. Tres Cantos   | 43   | 34   | 9     | 1.26  |
| 6.º  | Pablo Lombo     | C. F. Trival Valderas  | 40   | 30   | 5     | 1.33  |
| 7.º  | Carlos Morales  | México F. C.           | 44   | 32   | 4     | 1.38  |

### Tripletes o más
A continuación se detallan los tripletes conseguidos a lo largo de la temporada.
| N.º | Fecha                    | Jugador       | Goles           | Local                          |                                | Resultado |                                 | Visitante              | Rep.       |
| --- | ------------------------ | ------------- | --------------- | ------------------------------ | ------------------------------ | --------- | ------------------------------- | ---------------------- | ---------- |
| 1   | 22 de septiembre de 2024 | Joselu Cano   | 16' 65' 83'     | C. D. Canillas                 | Bandera de la Ciudad de Madrid | 1 – 3     |                                 | Las Rozas C. F.        | Jornada 3  |
| 2   | 15 de diciembre de 2024  | Diego Lorenzo | 7' 24' 33'      | Las Rozas C. F.                |                                | 2 – 4     | Bandera de la Ciudad de Leganés | C. D. Leganés "B"      | Jornada 15 |
| 3   | 2 de febrero de 2025     | David Flores  | 8' 23' 90+4'    | Las Rozas C. F.                |                                | 3 – 2     | Bandera de la Ciudad de Madrid  | C. D. Canillas         | Jornada 20 |
| 4   | 23 de febrero de 2025    | Daniel Marín  | 10' 52' 63'     | R. S. D. Alcalá                |                                | 5 – 0     |                                 | C. D. Galapagar        | Jornada 23 |
| 5   | 23 de febrero de 2025    | Etienne Eto'o | 6' 45' 48'      | Rayo Vallecano "B"             | Bandera de la Ciudad de Madrid | 3 – 2     |                                 | C. U. Collado Villalba | Jornada 23 |
| 6   | 2 de marzo de 2025       | Sergio Alonso | 6' 15' 34'      | C. D. El Álamo                 |                                | 2 – 4     | Bandera de la Ciudad de Madrid  | Rayo Vallecano "B"     | Jornada 24 |
| 7   | 6 de abril de 2025       | Rubén Díaz    | 23' 53' 58' 87' | S. A. D. Villaverde San Andrés | Bandera de la Ciudad de Madrid | 5 – 2     |                                 | C. U. Collado Villalba | Jornada 29 |

### Rachas
| Mayor racha invicta               | 13 | R. S. D. Alcalá    |
| Mayor racha de victorias          | 7  | Rayo Vallecano "B" |
| Mayor racha de partidos sin ganar | 13 | C. D. El Álamo     |
| Mayor racha de derrotas           | 8  | A. D. Cala Pozuelo |

### Disciplina
| Disciplina de jugadores | Disciplina de jugadores | Disciplina de jugadores | Disciplina de jugadores |
|                         | Cantidad                | Jugador                 | Equipo                  |
| ----------------------- | ----------------------- | ----------------------- | ----------------------- |
| Más tarjetas amarillas  | 19                      | Carlos Manzano          | A. D. Parla             |
| Más tarjetas rojas      | 3                       | Álvaro Herrero          | A. D. Cala Pozuelo      |
| Disciplina de equipos   |                         |                         |                         |
|                         | Cantidad                | Equipo                  | Equipo                  |
| Más tarjetas amarillas  | 141                     | A. D. Parla             | A. D. Parla             |
| Más tarjetas rojas      | 9                       | A. D. Parla             | A. D. Parla             |

### Once Ideal de la temporada
Grada siete determina en su página web, a final de temporada, a través de su programa de fútbol modesto de Madrid, el once de oro ideal de la temporada.
| Portero        | Defensores                                        | Mediocampistas                                           | Delanteros                  |
| -------------- | ------------------------------------------------- | -------------------------------------------------------- | --------------------------- |
| Carlos Pantoja | Javi Arce Dani Marín Javi Jiménez Jaime de Castro | Izan González Borja Sánchez Sergio Marcos Rafita Camacho | Jesús Arribas Etienne Eto'o |